# Infernal (gruppo musicale)
Infernal è un gruppo di musica dance danese, che ha fatto il suo debutto nazionale nel 1997 con il singolo Sorti de L'enfer.
È composta da Lina Rafn e Paw Lagermann.
Inizialmente erano conosciuto per le loro canzoni sperimentali e mischiate con insoliti generi musicali e club music. Di recente si sono convertiti al genere dance pop.
La musica degli Infernal è stata pubblicata in 35 paesi, rendendo il gruppo il più grande successo danese all'estero nel 2007. Il duo ha venduto un totale di 1,1 milioni di unità, divise tra 800.000 singoli e 300.000 album durante la loro carriera. Il loro singolo di maggior successo è: From Paris to Berlin.

## Storia

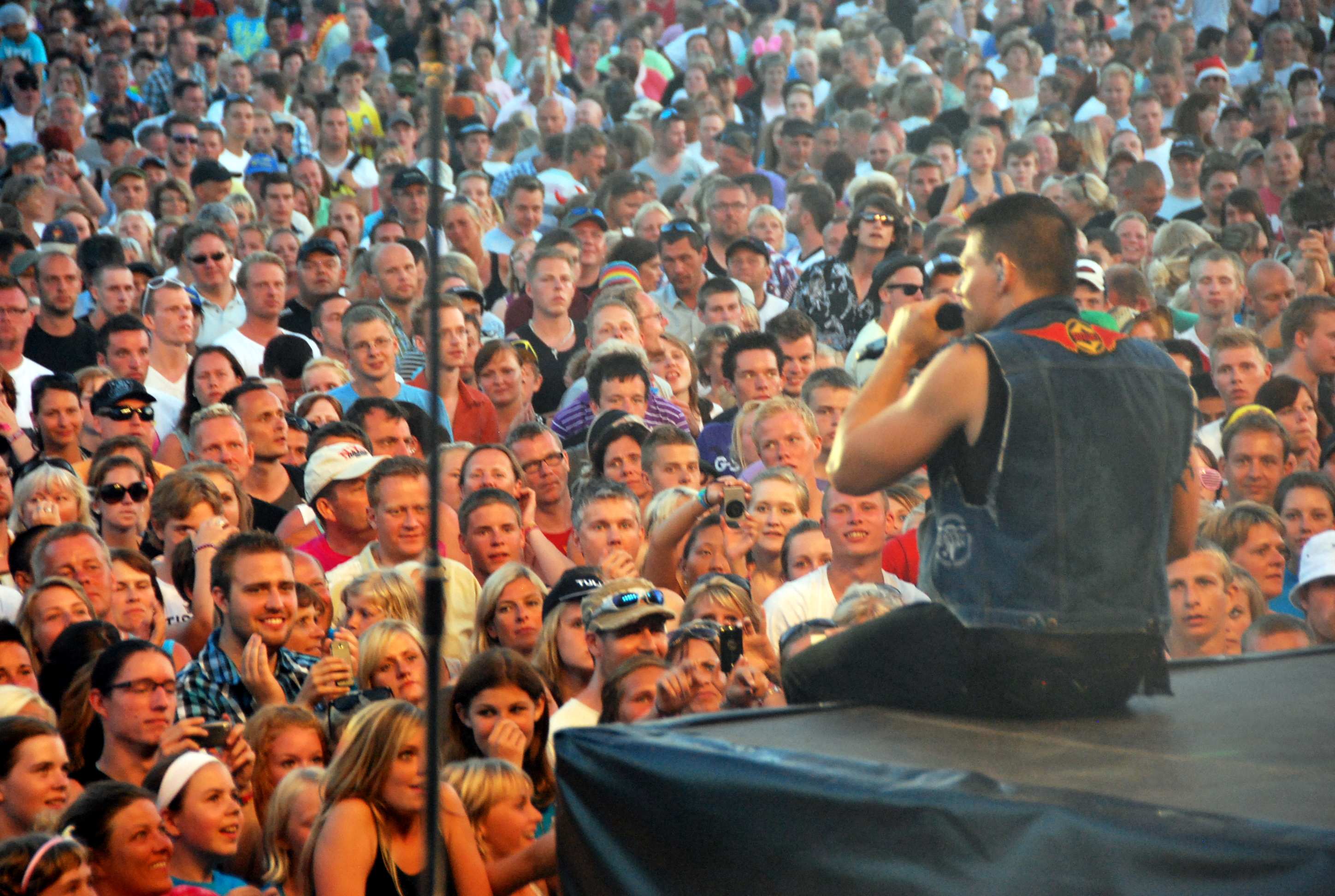
Paw Lagermann in concerto al Vig Festival 2010.

## Discografia
- 1998 - Infernal Affairs
- 2000 - Waiting for Daylight
- 2004 - From Paris to Berlin
- 2008 - Electric Cabaret
- 2010 - Fall from Grace